# Universidade do Estado de Minas Gerais
Univerzita Minas Gerais (Universidade do Estado de Minas Gerais, zkratka UEMG) je jednou z nejvýznamnějších vysokých škol v Brazílii. Sídlí v brazilském státě Minas Gerais. Na univerzitě studuje přibližně 4 121 studentů.

## Fotogalerie

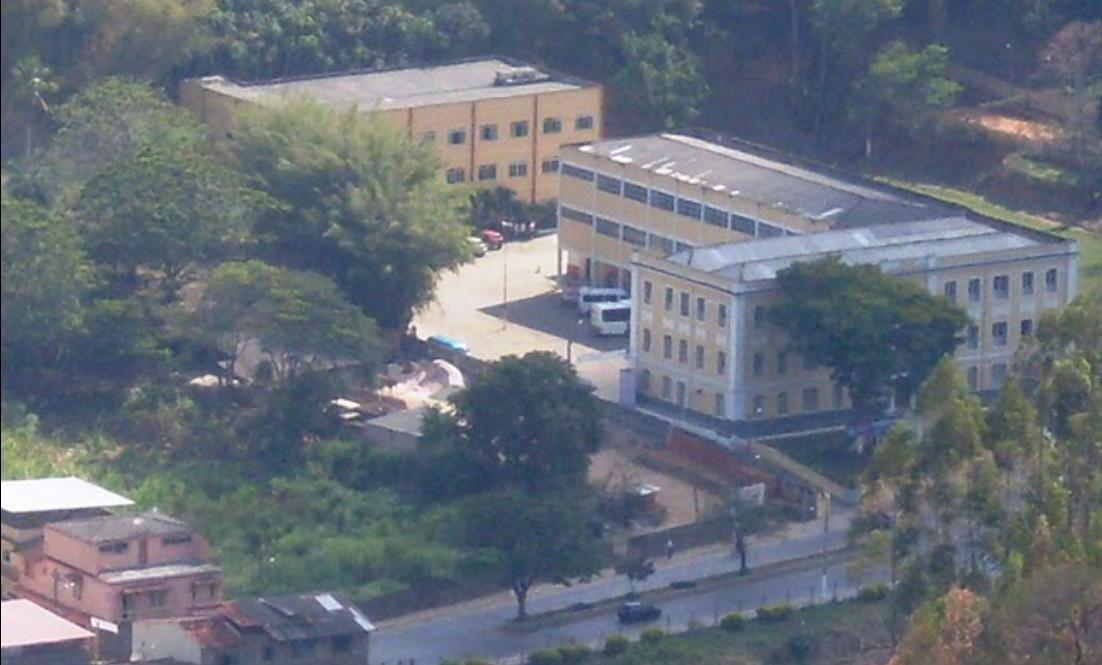
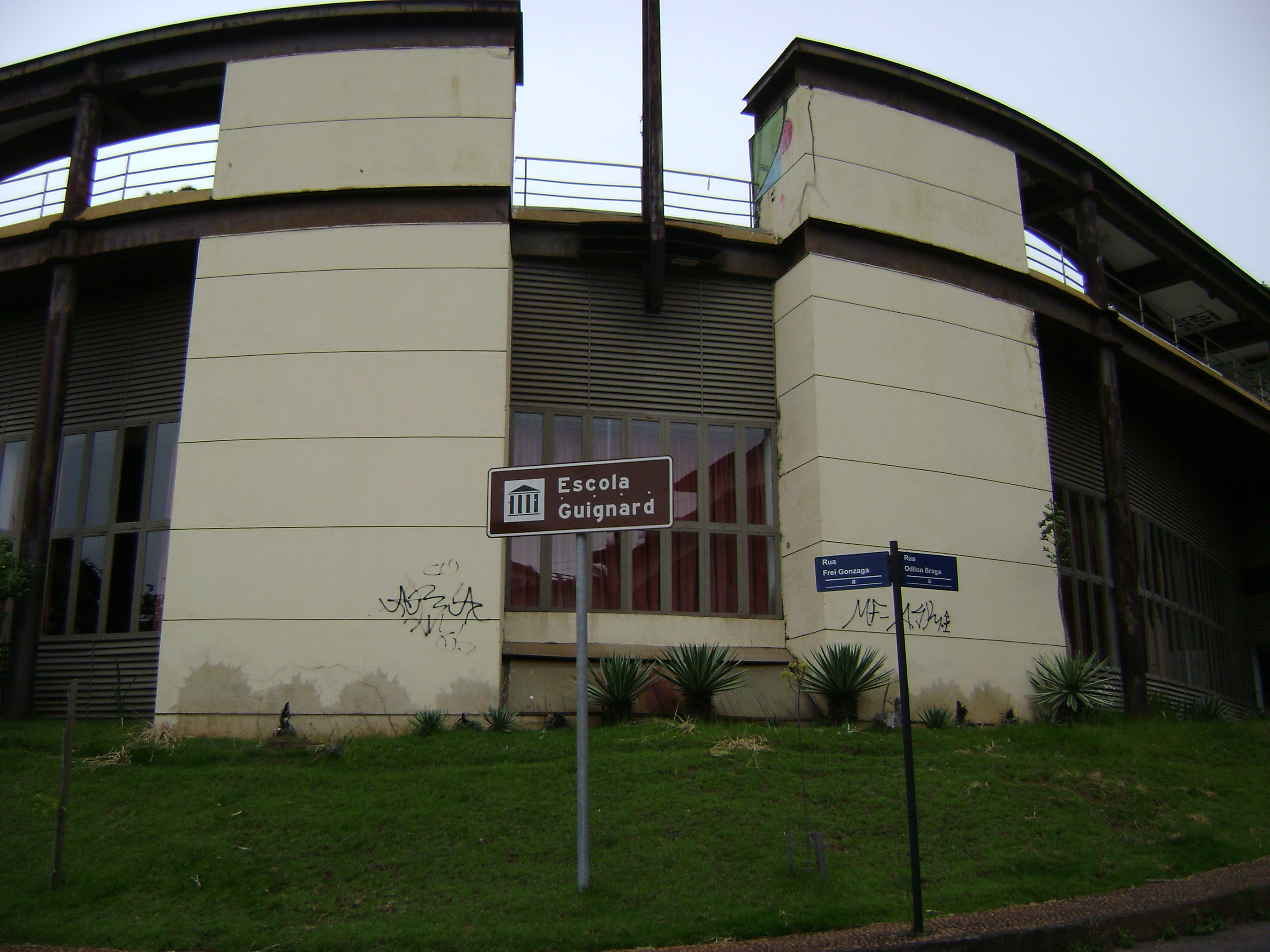
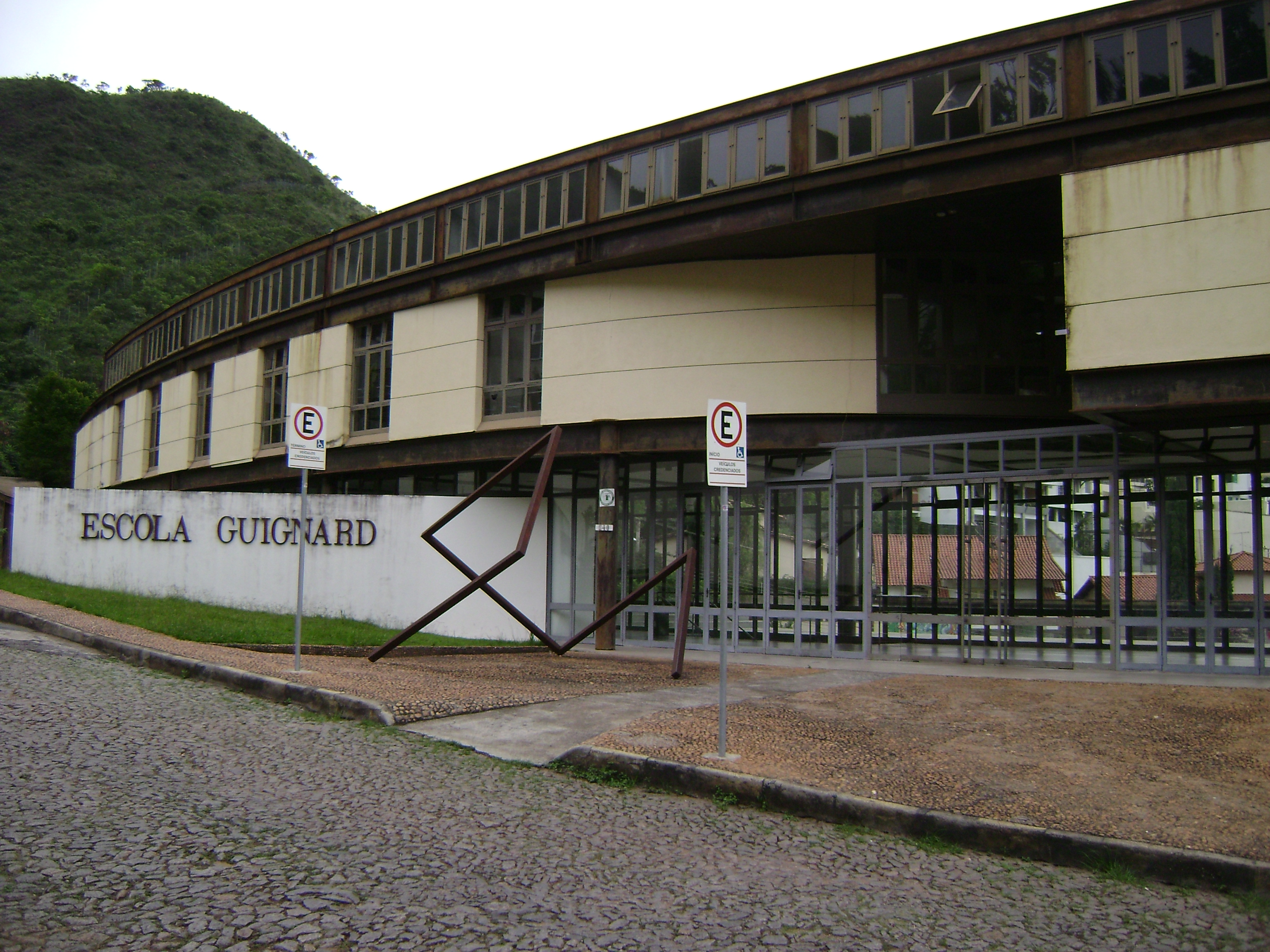
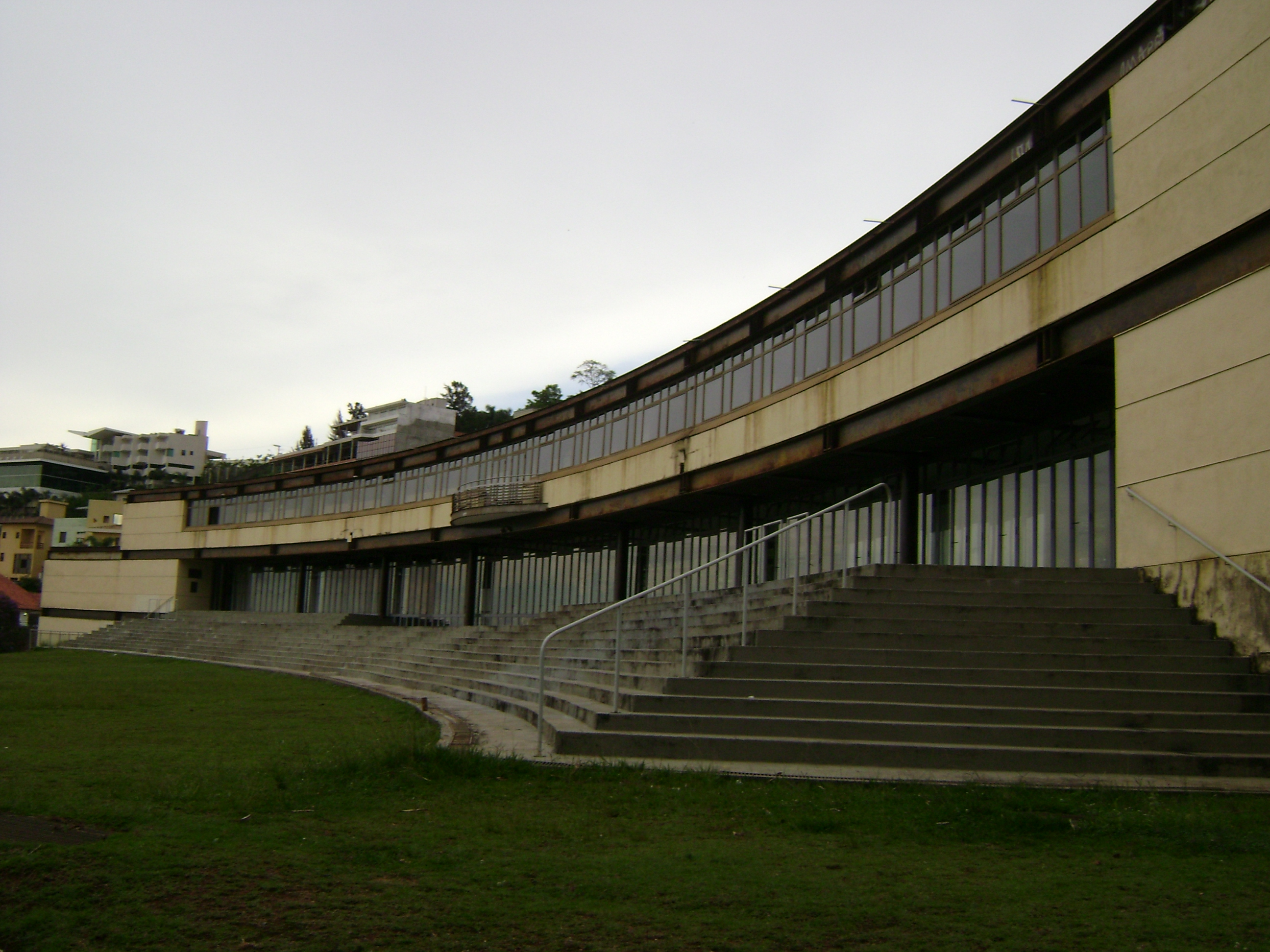